# Воронцов, Василий Павлович
Васи́лий Па́влович Воронцо́в (псевдоним В. В.; 1847 — декабрь 1918) — русский экономист, социолог и публицист.

## Биография
Родился в мелкопоместной дворянской семье. Учился в Медико-хирургической академии. Дважды арестовывался за участие в студенческих волнениях.
В 1873 окончил обучение и со следующего года поступил на службу земским врачом Белозерского уезда Новгородской губернии.
В 1876 стал тайным корреспондентом заграничной газеты П. Л. Лаврова «Вперед!».
С конца 1879 является постоянным сотрудником журнала «Отечественные записки», публикует в нём статьи о невозможности развития капитализма в России.
В 1882 сборник статей Воронцова вышел отдельным изданием, озаглавленным «Судьбы капитализма в России». Первая книга принесла Воронцову всероссийскую известность. Благодаря произведениям Воронцова в русский словесный обиход вошло понятие «капитализм».
В 1882 оставил медицину, чтобы заняться исключительно литературной деятельностью.
В 1880-е годы стал одним из пионеров «теории малых дел».
Работал экономистом на частном железнодорожном предприятии.
С 1895 по 1897 сотрудничал в журнале «Новое слово». Был представителем и теоретиком либерального народничества, видел в сельской общине альтернативу развитию капитализма в России.
Неоднократно упоминается В. И. Лениным в своих работах, который резко критиковал взгляды Воронцова. Взгляды Василия Воронцова критиковали также другие марксисты, а Г. В. Плеханова одно упоминание его имени приводило в ярость.

## Семья
Жена — врач Мария Петровна Воронцова (Гиберман-Воронцова, в первом браке Гиберман-Кауфман, в девичестве Мария Пинхасовна Гиберман, 1861 — после 1927), выпускница Киевской женской гимназии и Петербургских высших женских курсов, работала амбулаторным врачом и ординатором больницы святой Марии Магдалины и в лечебном медико-филантропическом комитете, сотрудничала в «Недельной хронике» «Восхода»; её племянница — Елена Петровна Гиберман — была мачехой известного конструктора Ю. В. Кондратюка (Шаргея), дети другой племянницы — поэты Юрий Мандельштам и Татьяна Штильман. Её брат, инженер-технолог Исаак (Пётр) Пинхасович Гиберман, был женат на враче и переводчице П. И. Лурье-Гиберман.

## Список произведений
- Судьбы капитализма в России (СПб, 1882);
- Очерки кустарной промышленности в России (СПб, 1886)
- Крестьянская община. С вступ. ст. А. Фортунатова «Общий обзор земской статистики крестьянского хозяйства». — 1892. — 650 с.
- Прогрессивные течения в крестьянском хозяйстве. — СПб, 1892. — 261 с.
- Наши направления — СПб., 1893. — 215 с.
- Артельные начинания русского общества (СПб, 1895)
- Артель в кустарном промысле — СПб., 1895. — 200 с.
- Очерки теоретической экономии (СПб, 1895);
- К истории общины в России — СПб., 1902. — 160 с.
- Экономические основания крестьянского вопроса. (СПб. 1905).
- Социальное преобразование России (М., 1906).
- Судьба капиталистической России (СПб, 1907).
- От семидесятых годов к девятисотым (СПб, 1907).
- Производство и потребление в капиталистических обществах (СПб, 1907).
- Артель и община. Избранные сочинения. — М.: Астрель, 2008. — 1072 с. ISBN 978-5-271-20315-2
- Экономика и капитализм. Избранные сочинения. — М.: Астрель, 2008. — 994 с. ISBN 978-5-271-20313-8